# Hình học rời rạc

Một tập hợp các vòng tròn và biểu đồ đĩa đơn vị tương ứng

Hình học rời rạc và hình học tổ hợp là các nhánh của hình học nghiên cứu các tính chất tổ hợp và phương pháp xây dựng của các đối tượng hình học rời rạc. Hầu hết các câu hỏi trong hình học rời rạc bao gồm tập hợp hữu hạn hoặc rời rạc của các đối tượng hình học cơ bản, chẳng hạn như điểm, đường, mặt phẳng, hình tròn, hình cầu, đa giác, v.v... Hình học rời rạc tập trung vào các thuộc tính tổ hợp của các đối tượng này, chẳng hạn như cách chúng giao nhau hoặc cách chúng có thể được sắp xếp để bao phủ một đối tượng lớn hơn.
Hình học rời rạc có sự trùng lặp lớn với hình học lồi và hình học tính toán, và có liên quan chặt chẽ với các môn học như hình học hữu hạn, tối ưu hóa tổ hợp, hình học kỹ thuật số, hình học vi phân rời rạc, lý thuyết đồ thị hình học, hình học toric và cấu trúc liên kết.

## Lịch sử
Mặc dù các khối đa diện và các tessell đã được nghiên cứu trong nhiều năm bởi những nhà toán học như Kepler và Cauchy, hình học rời rạc hiện đại có nguồn gốc từ cuối thế kỷ 19. Các chủ đề ban đầu được nghiên cứu là: mật độ đóng gói vòng tròn của Thue, cấu hình chiếu của Reye và Steinitz, hình học số của Minkowski và màu sắc bản đồ của Tait, Heawood và Hadwiger.
László Fejes Tóth, HSM Coxeter và Paul Erdős, đã đặt nền móng cho hình học rời rạc.